# Echeverría-Mártires Palotinos (subte de Buenos Aires)
Echeverría - Mártires Palotinos es una estación de la línea B de la red de subterráneos de la ciudad de Buenos Aires, situada en el barrio de Villa Urquiza. Se encuentra ubicada debajo de la Avenida Triunvirato entre las calles Echeverría y La Pampa.

## Historia
Aunque su construcción estuvo finalizada durante varios años, su inauguración fue postergada en varias oportunidades. Finalmente, el viernes 26 de julio de 2013, la estación fue oficialmente inaugurada, comenzando a prestar servicio regular horas más tarde.
Previamente, se había estimado que con la incorporación de los nuevos trenes CAF del Metro de Madrid, su apertura se produjera el 30 de junio, al mismo tiempo que la estación Juan Manuel de Rosas. Los motivos esgrimidos para la demora fueron la puja entre el gobierno porteño y el nacional por el control del servicio, la falta de trenes para mantener la frecuencia de la línea, las dificultades de ejecución mayores a las planificadas en el diseño inicial y mayores costos.
En 2023, la Legislatura de la Ciudad Autónoma de Buenos Aires aprobó el renombramiento de la estación como «Echeverría - Mártires Palotinos», agregándole esta última denominación en homenaje a los sacerdotes Alfredo Leaden, Alfredo Kelly y Pedro Duffau, y los seminaristas Salvador Barbeito y Emilio Barletti: todos ellos asesinados durante el Proceso de Reorganización Nacional.

## Decoración
Cuenta con intervenciones realizadas por la artista Carolina Antoniadis, en los tímpanos del túnel y escaleras; tituladas: Ejercicio, Futuro imperfecto y Pretérito imperfecto.

## Hitos urbanos
Se encuentran en las cercanías de esta:
- Escuela Primaria Común N.º 8 Jorge Angel Boero
- Escuela Primaria Común N.º 16 Ejército de Los Andes
- Escuela  Primaria Común N.º 9 Dominguito
- Centro Educativo de Nivel Secundario N°78
- Escuela Primaria Común N.º 10 Dr. Ramón José Cárcano
- Teatro 25 de Mayo

## Imágenes

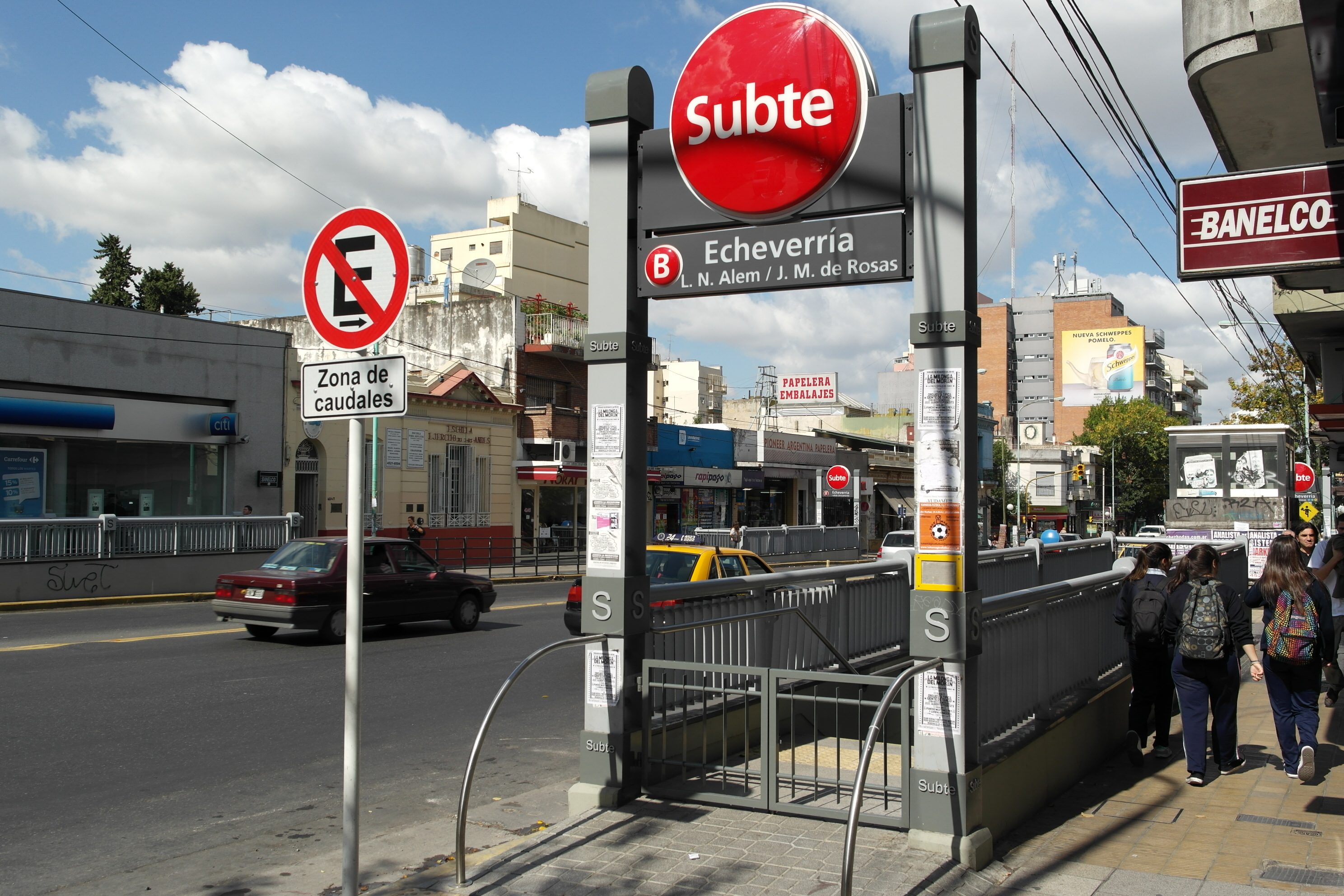
Acceso
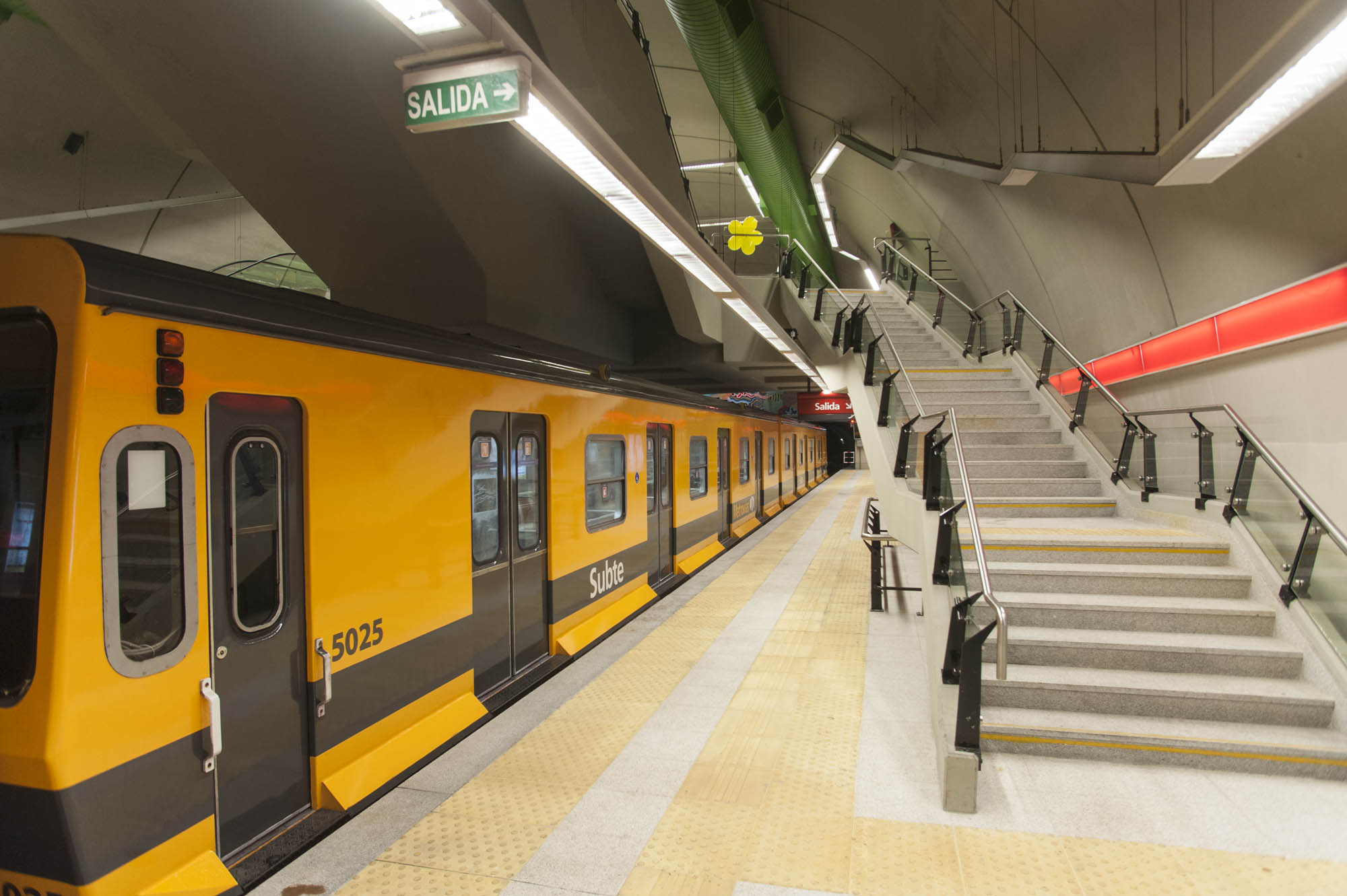
Coche CAF 5000 estacionado
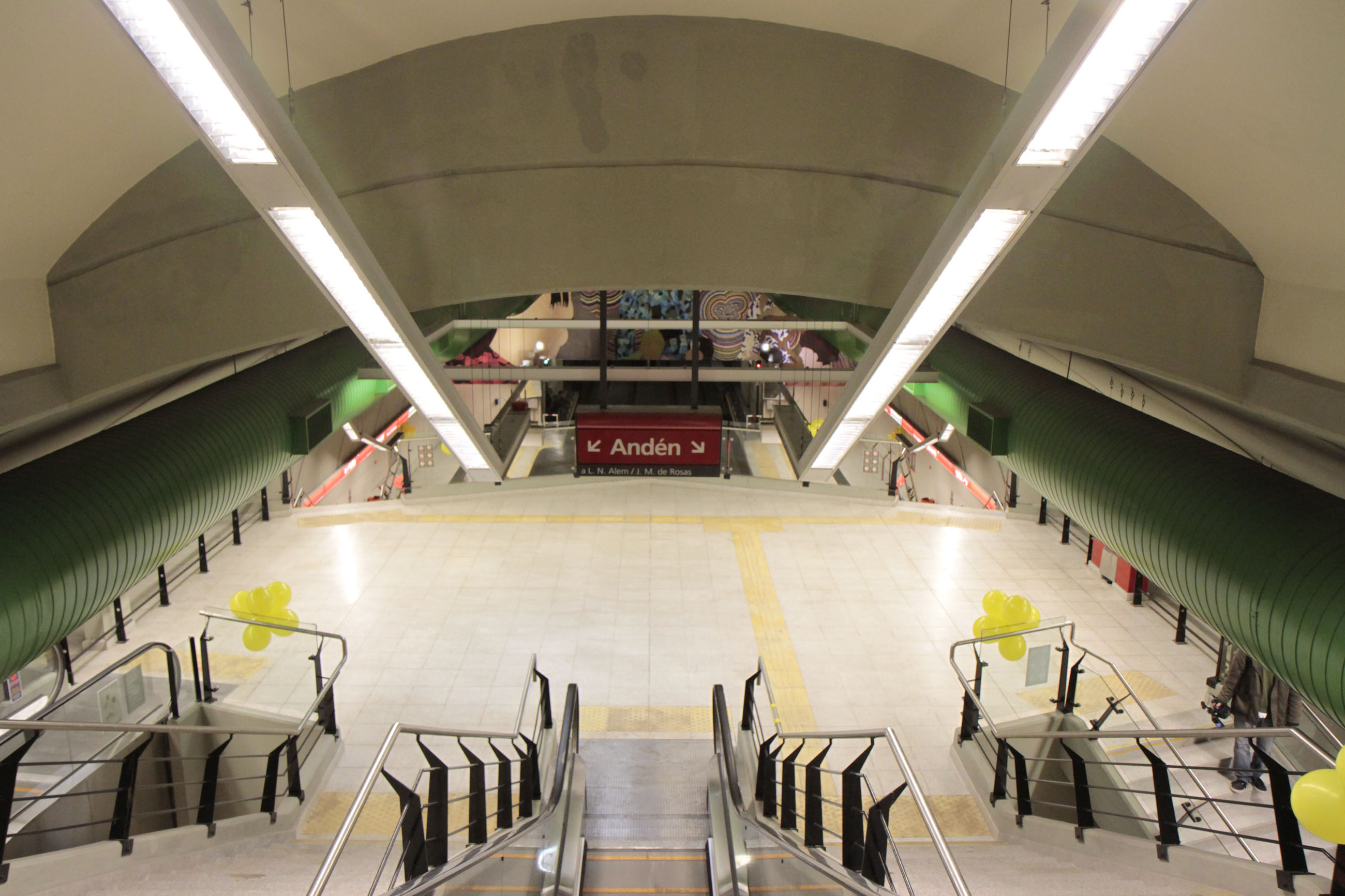
Vestíbulo inferior
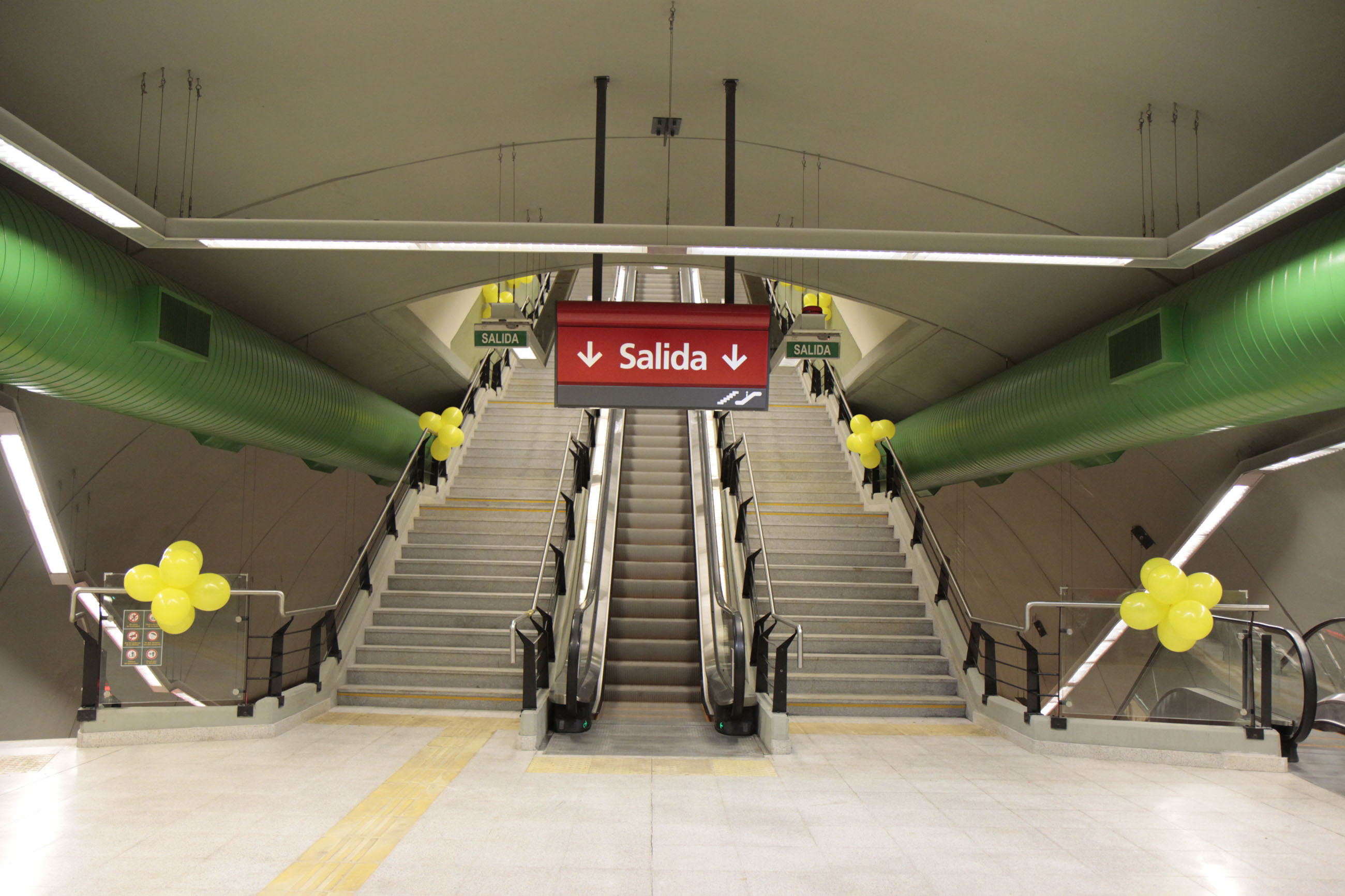
Vestíbulo inferior y acceso al superior
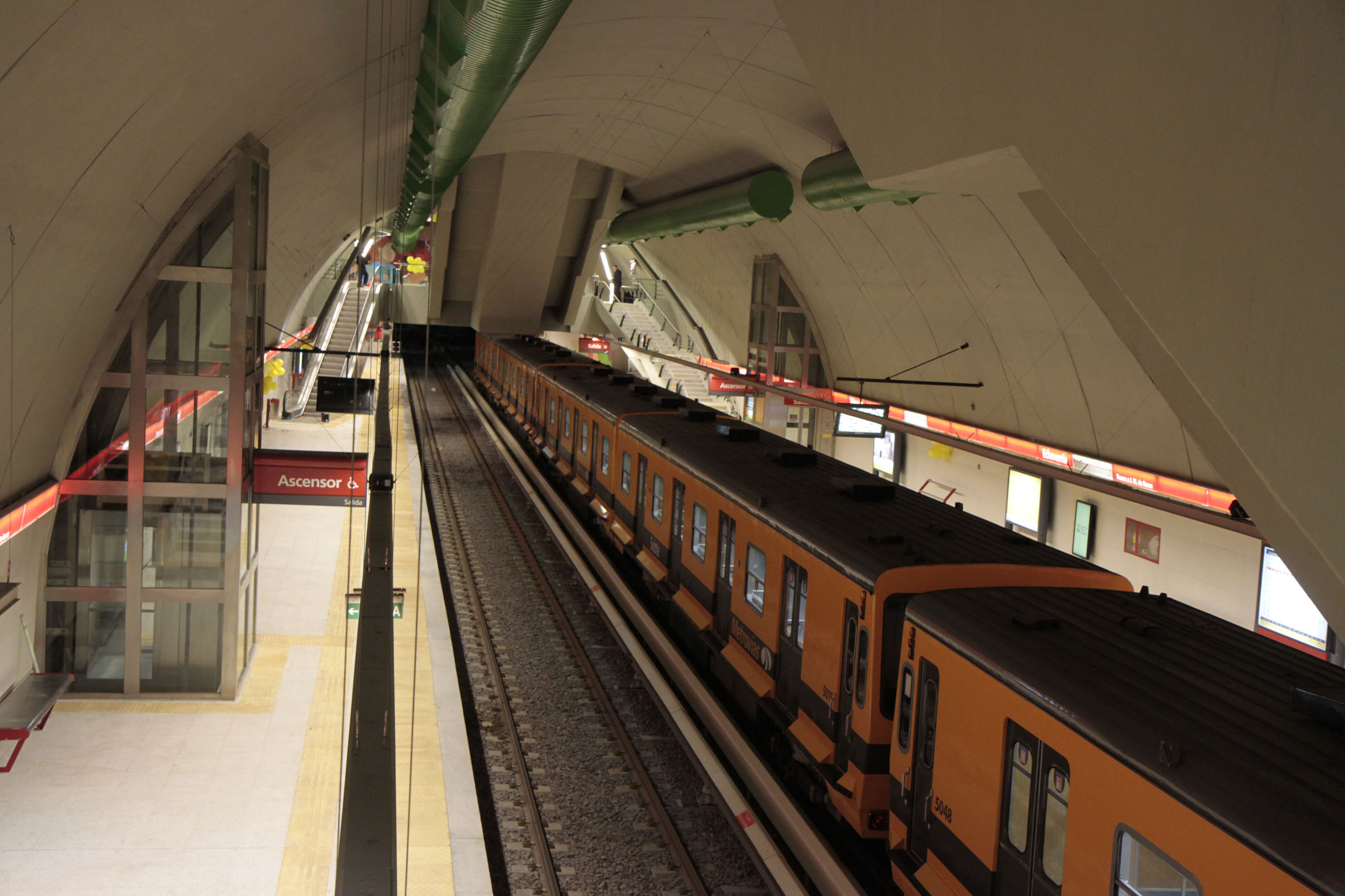
Andenes